# HC Strašice
HC Strašice (celým názvem: Hockey Club Strašice) je český klub ledního hokeje, který sídlí v obci Strašice v Plzeňském kraji. Založen byl v roce 1998. Od sezóny 2013/14 působí v Plzeňské krajské soutěži – sk. B, šesté české nejvyšší soutěži ledního hokeje. Klubové barvy jsou červená, černá, modrá a bílá.
Své domácí zápasy odehrává v Rokycanech na tamějším zimním stadionu s kapacitou 4 000 diváků.

## Přehled ligové účasti
Stručný přehled
Zdroj:
- 2010–2013: Plzeňská krajská soutěž – sk. A (5. ligová úroveň v České republice)
- 2013– : Plzeňská krajská soutěž – sk. B (6. ligová úroveň v České republice)

Jednotlivé ročníky
Zdroj:
Legenda: ZČ - základní část, červené podbarvení - sestup, zelené podbarvení - postup, fialové podbarvení - reorganizace, změna skupiny či soutěže
| Česko (2010 – ) |                                 |           |           |                                       |            |
| Sezóny          | Soutěž                          | Úroveň    | ZČ        | Play-off, nadstavba, sk. o udržení... | Poznámky   |
| 2010/11         | Plzeňská krajská soutěž – sk. A | 5. úroveň | 9. místo  |                                       |            |
| 2011/12         | Plzeňská krajská soutěž – sk. A | 5. úroveň | 10. místo | Zápas o 9. místo (výhra)              |            |
| 2012/13         | Plzeňská krajská soutěž – sk. A | 5. úroveň | 11. místo | Ne                                    | sk. o udr. |
| 2013/14         | Plzeňská krajská soutěž – sk. B | 6. úroveň | 7. místo  | Čtvrtfinále                           |            |
| 2014/15         | Plzeňská krajská soutěž – sk. B | 6. úroveň | 6. místo  | Čtvrtfinále                           |            |
| 2015/16         | Plzeňská krajská soutěž – sk. B | 6. úroveň | 1. místo  | Finále                                |            |
| 2016/17         | Plzeňská krajská soutěž – sk. B | 6. úroveň | 7. místo  |                                       |            |
| 2017/18         | Plzeňská krajská soutěž – sk. B | 6. úroveň | 4. místo  |                                       |            |
| 2018/19         | Plzeňská krajská soutěž – sk. B | 6. úroveň |           |                                       |            |